# Into Cold Darkness
Into Cold Darkness – drugi album amerykańskiej grupy deathmetalowej Vital Remains. Wydano go w roku 1995 poprzez Peaceville Records, zaś w roku 2003 wydano reedycję z dwoma dodatkowymi utworami w formacie digipak.

## Lista utworów
1. „Immortal Crusade”   – 8:56
2. „Under the Moon's Fog”  – 6:45
3. „Crown of the Black Hearts”  – 3:40
4. „Scrolls of a Millennium Past”  – 5:18
5. „Into Cold Darkness”  – 3:51
6. „Descent into Hell”  – 4:02
7. „Angels of Blasphemy”  – 3:53
8. „Dethroned Emperor”  – 4:44  (Cover Celtic Frost, bonusowy utwór)
9. „Countess Bathory”  – 3:42  (Cover Venom, bonusowy utwór)